# Фукучіяма

Фукучія́ма (яп. 福知山市, ふくちやまし, МФА: [ɸukut͡ɕijama ɕi]?) — місто в Японії, в префектурі Кіото.     Отримало статус міста 1937 року. Площа становить 552,57 км². Станом на 1 жовтня 2017 року населення складало 78 003  осіб, густота населення — 141 осіб/км².     

## Історія
Фукучіяма отримало статус міста 1 квітня 1937 року.

## Уродженці
- Ашіда Хітоші — політик, дипломат, прем'єр-міністр Японії; свідок українських визвольних змагань 1917–1918 років.